# Прищеплений полімер

Прищеплений полімер

Прищеплений полімер, графтполімер (рос. привитой полимер, [графт-полимер], англ. graft polymer) — полімер, що складається з графтмакромолекул. Його макромолекули містять один або більше видів блоків, приєднаних до основного ланцюга як бічні ланцюги, що відрізняються за структурними й конфігураційними характеристиками від структурних ланок головного ланцюга.